# 선막여
선막여(宣莫如, ? ~ 기원전 155년)는 전한 전기의 제후로, 개국공신 선의의 아들이다.

## 행적
혜제 6년(기원전 189년), 선의의 뒤를 이어 토군후(土軍侯)에 봉해졌다.
토군효후 35년(기원전 155년)에 죽으니 시호를 효라 하였고, 아들 선평이 작위를 이었다.

## 출전
- 사마천, 《사기》 권18 고조공신후자연표
- 반고, 《한서》 권16 고혜고후문공신표

| 전임 아버지 토군무후 선의 | 전한의 토군후 기원전 189년 ~ 기원전 155년 | 후임 아들 토군강후 선평 |